# Олигофренопсихология
Олигофренопсихология (от др.-греч. ὀλίγος — малый, немногий, незначительный, φρήν — ум) — раздел специальной и патопсихологии, изучающий структуру интеллектуального дефекта, особенности психического развития и возможности его коррекции у людей с тяжёлыми формами недоразвитости мозга. Олигофренопсихология изучает особенности психической деятельности людей при различных формах врождённого или раноприобрётенного психического недоразвития (умственной отсталости) в результате ранних органических поражений головного мозга(врождённые дефекты нервной системы, результат болезни или травмы), исследует их психологические особенности, формы и степень выраженности дефекта.

## Краткая историческая справка
Одними из первых научных работ, посвящённых изучению детей с умственной отсталостью, были работы выдающегося отечественного учёного И. А. Сикорского, который в своих трудах « … развивал идеи К. Д. Ушинского о принципах построения педагогики как науки, подчёркивая, что подлинной основой для научной теории воспитания является комплексное изучение ребёнка» .
В 1882 году И. А. Сикорский сделал доклад в Женеве на конгрессе врачей гигиенистов «О детях, трудных в воспитательном отношении». В докладе автор анализирует учеников Военно-учебных заведений, отстающих в обучении. Он указывает на разные причины отставания от нормально развивающихся сверстников, среди которых: нарушение в умственном развитии, связанное с поражением ЦНС, а также умственные и нравственные нарушения, связанные с хроническим утомлением умственной работой. В докладе указывается на необходимость дальнейших исследований в этом направлении. В этом же году выходит работа И. А. Сикорского «О лечении и воспитании недоразвитых, отсталых и слабоумных детей». В данной работе автор анализирует указанную в названии проблему, опираясь на международный опыт. Он приводит кратко историю изучения, воспитания и обучения слабоумных детей за границей, показывает, каких успехов в этом направлении добились зарубежные учёные. Наряду с необходимостью глубокого изучения умственного недоразвития у детей, И. А. Сикорский указывает на необходимость изучения и обучения детей с преобладанием эмоционально-волевых нарушений. Он характеризует таких детей как детей с нравственным недоразвитием. «Изучение нравственного недоразвития и его исправление становится важнейшей новой практической задачей…» . Среди особенностей таких детей автор называет «… аномалии чувств и характера, отсутствие гармонии душевных сил…» Наличие детей с эмоционально-волевыми нарушениями, по мнению И. А. Сикорского, говорит о необходимости создания для них специализированных заведений.
Исследования И. А. Сикорского являются одной из первых попыток антропологического обоснования воспитания и обучения детей с отклонениями в развитии в отечественной науке, поскольку они проведены на стыке педагогики, психологии и медицины — наук, которым К. Д. Ушинский отводил ведущее место среди антропологических наук. При этом данные исследования направлены, прежде всего, на усовершенствование воспитания и обучения детей с отклонениями в развитии. А данный подход непосредственно развивает идеи педагогической антропологии К. Д. Ушинского.
Большое число исследований на рубеже XX века проведено в области изучения умственно отсталых детей (М. С. Морозов, Н. П. Постовский, Г. И. Россолимо, Г. Я. Трошин, А. М. Шуберт, Е. Н. Щербинин и др.). Наиболее важными достижениями являются: разработка методов исследования интеллекта (Н. П. Постовский, Г. И. Россолимо) и систематизация разнообразных экспериментальных исследований в труде Г. Я. Трошина «Антропологические основы воспитания. Сравнительная психология нормальных и ненормальных детей». Крупным представителем педологического движения в начале XX века был выдающийся учёный Г. И. Россолимо. Сферой его научных интересов были клинико-психологические исследования интеллектуального развития, как в норме, так и при патологии. Огромное значение Г. И. Россолимо придавал исследованиям, результатом которых было улучшение состояния воспитания умственно отсталых детей. Г. И. Россолимо считал необходимым привлечение к воспитанию разнообразных наук о человеке, что позволит значительно его улучшить. В своей работе он использовал и развивал идеи К. Д. Ушинского. Как отмечает его соратник Ф. Д. Забугин: «Идеи Ушинского и Пирогова и их заветы были постоянно спутниками педагогических характеристик, диагнозов и тех мероприятий, которыми всегда провожал Г. И. своих маленьких пациентов». Свой метод экспериментального исследования личности он назвал методом «психологических профилей». В методе выделяются 11 психических профилей (воля, внимание, точность и прочность восприимчивости, зрительная память, память на речь, память на числа, осмысление, комбинаторные способности, сметливость, воображение, наблюдательность). Данные профили он оценивал по десятибалльной шкале. Графически высота каждого профиля выражалась высотой ординаты: из показателей вычислялась средняя высота психологического профиля. Метод стал первым профильным изображением результатов измерения интеллектуальных способностей. Г. И. Россолимо считал, что профиль имеет диагностическое значение для определения дефективности личности, степеней умственной отсталости (значительная, средняя или слабая), а также можно определить характер отсталости (недостатки высших психических процессов, слабость психического тонуса). Метод, разработанный Г. И. Россолимо, использовался многими исследователями. Его взгляды на экспериментальное исследование интеллекта оказали значительное влияние на изучение детей с отклонениями в развитии. Несмотря на то, что в дальнейшем были показаны значительные недостатки этого метода, и сама идея количественного исследования интеллекта была подвергнута научно обоснованной критике, идеи Г. И. Россолимо составили целый этап в развитии изучения детей с отклонениями в России. На момент появления метода Г. И. Россолимо, в России практически не было ни одного разработанного отечественными учёными метода исследования интеллекта детей с отклонениями. Поэтому можно считать, что его деятельность по разработке методов исследования интеллекта является позитивным сдвигом в изучении детей с отклонениями в развитии.
Важным этапом в развитии изучения умственно отсталых детей стал выход в 1915 году фундаментального труда Г. Я. Трошина «Антропологические основы воспитания. Сравнительная психология нормальных и ненормальных детей». Г. Я. Трошин вёл активную деятельность, посвящённую помощи детям с отклонениями в развитии. Многолетний опыт работы в школе-лечебнице для ненормальных детей, созданной Г. Я. Трошиным в 1906 году, позволил ему глубоко научно осветить проблемы развития ребёнка с отклонениями. Свой труд Г. Я. Трошин посвятил памяти К. Д. Ушинского. В работе имеются многочисленные указания на то, что она продолжает традиции педагогической антропологии К. Д. Ушинского. Несомненно, что работа выходит за рамки изучения только умственно отсталых детей и имеет отношение к разным категориям детей с отклонениями в развитии. Положения, сформулированные в ней, значимы в целом для изучения и воспитания человека с отклонениями в развитии. Однако главным предметом изучения Г. Я. Трошина были умственно отсталые дети. В своём труде Г. Я. Трошин подошёл к изучению ребёнка с отклонениями в развитии с позиций комплексного подхода, опираясь на антропологическое направление в педагогике, заложенное в России К. Д. Ушинским. Пути развития ребёнка с отклонениями Г. Я. Трошин рассматривал с гуманистических позиций, целостно, утверждая необходимость глубокого изучения физиологической, психологической и социальной природы человека с целью найти там ещё неиспользованные возможности для воспитания.
Будучи представителем антропологического направления в педагогике, Г. Я. Трошин считал необходимым рассмотрение всех сторон психической жизни, начиная с самых элементарных психических процессов, заканчивая развитием высших психических функций человека. Он утверждал, что в онтогенезе ребёнка повторяются стадии развития человека вообще. Это же положение он переносил на законы педагогики. «Хорошо воспитывать, — отмечал Г. Я. Трошин, — значит вести ребёнка по тем стадиям, которые он должен пройти; дурно учить — пренебрегать естественными стадиями; узнать ребёнка значит определить стадию, на которой он находится». Чтобы воздействовать на природу человека, по мнению Г. Я. Трошина, учитель должен знать её законы, знать законы, на основе которых проходят эти изменения. По утверждению Г. Я. Трошина, обучение состоит не столько в присвоении школьных знаний, сколько в умении пользоваться психическими процессами для достижения цели. «… обучение состоит не в приобретении только школьных знаний, а в умении пользоваться ощущениями, психическим синтезом в виде ассоциаций и суждений, в пользовании причинным мышлением в виде индукции, в усвоении речи, в развитии активности в виде воли и внимания, в развитии чувства от физиологически инстинктивного до высшего идейного».
Исследователь научного наследия Г. Я. Трошина Л. Ю. Беленкова отмечает: «Г. Я. Трошин — один из крупнейших русских учёных, впервые в мировой практике положивший в основу наук, изучающих детскую патологию (психопатологию, патопсихологию, дефектологию, детскую психиатрию и психологию), целостный антропологический подход и указавший на необходимость взаимосвязи медико-психологических и педагогических аспектов». Данный подход позволил выдвинуть и подтвердить ряд идей в области дефектологии. Большое значение для становления дефектологии как науки имело выдвинутое и обоснованное Г. Я. Трошиным положение об общности законов развития нормального ребёнка и ребёнка с отклонениями. «По существу между нормальными и ненормальными детьми нет разницы. Те и другие люди, те и другие — дети, у тех и у других развитие идёт по одним законам…» . Данное утверждение стало основой для выработанного Г. Я. Трошиным подхода к анализу психического развития ребёнка, базирующегося на сопоставлении психического развития нормально развивающихся детей и детей с отклонениями. По мнению Г. Я. Трошина, изучение детей с отклонениями помогает понять природу человека вообще и вносит неоценимый вклад в психологию. «… важное методологическое значение имеет детская ненормальность в лице патологического недоразвития: она помогает изучению нормального ребёнка по общему правилу — начать с более простого и переходить к более трудному; всякий, кто хочет знать нормальных детей, должен изучать ненормальных, иначе он лишается очень важного метода в понимании детской души».
Г. Я. Трошин считал необходимым ориентироваться в медико-педагогической помощи детям с отклонениями не на дефект, а на компенсаторные возможности ребёнка. Сравнительное исследование закономерностей психического развития детей в норме и при патологии позволило Г. Я. Трошину утверждать, что патологическое развитие не является полностью специфическим, а представляет собой отклонение от нормы. Именно поэтому главная задача воспитания — приближение в условиях специального обучения к «норме развития».
Больших достижений Г. Я. Трошин добился в изучении умственно отсталых детей. В течение многих лет Г. Я. Трошин проводил тщательное экспериментальное изучение умственно отсталых детей, результаты которого он обобщил в своей фундаментальной работе. Необходимо отметить, что труд Г. Я. Трошина был признан научной общественностью России самым значимым трудом по дефектологии, в котором развивались идеи К. Д. Ушинского, именно поэтому он стал единственной работой по дефектологии до революции, награждённой премией имени К. Д. Ушинского Российской академии наук.
Появление названных исследований позволяет сделать вывод о том, что в рассматриваемый период была предпринята попытка подведения антропологического базиса под воспитание и обучения умственно отсталых детей.
Исторически олигофренопсихология развивалась из психиатрии. Долгое время её развитие шло в рамках комплексной науки о детях — педологии. Как самостоятельное научное направление олигофренопсихология стала развиваться в середине 30-х гг. XX столетия (в СССР это совпало с известным Постановлением ЦК ВКП(б) от 4 июля 1936 г. «О педологических извращениях в системе наркомпросов»). Естественным развитием науки было выделение в отдельное направление в рамках олигофренопсихологии. в 60-70-е гг. XX столетия психологии детей с задержками психического развития.
Корифеями отечественной олигофренопсихологии психологии являются Л. С. Выготский, А. Р. Лурия, Т. А. Власова , М. С. Певзнер, С. Я. Рубинштейн. Значительный вклад в развитие теории и практики олигофренопсихологии внесли отечественные педагоги (Л. В. Занков и др.) и психиатры (Г. Е. Сухарева, С. С. Мнухин, В. В. Ковалев, Е. М. Мастюкова и др.).
В советский период были написаны фундаментальные работы, которые определили развитие олигофренопсихологии среди них: Певзнер М. С. «Дети — олигофрены (Изучение детей — олигофренов в процессе их воспитания и обучения)»; Колбая М. Г. «Особенности интеллектуального развития детей — олигофренов; Непомнящая Н. И. Психологический анализ начальных этапов обучения (на материале обучения математике детей дошкольного возраста, умственно отсталых и детей с задержкой развития)»; Лубовский В. И. «Развитие словесной регуляции действий у аномальных детей»; Петрова В. Г. «Развитие речи и познавательной деятельности умственно отсталых школьников»; Ульянкова У. В. «Психологические особенности дошкольников с задержкой психического развития и коррекционно-педагогическая работа с ними»; Переслени Л. И. «Закономерности приёма и переработки сенсорной информации у детей с интеллектуальной недостаточностью»; Намазбаева Ж..И. «Развитие личности у учащихся вспомогательной школы»; Агавелян О. К. «Общение детей с нарушениями умственного развития». В современной России продолжаются фундаментальные исследования в области олигофренопсихологии к ним относятся: Слепович Е. С. «Психологическая структура задержки психического развития в дошкольном возрасте»; Белопольская Н. Л. «Личностные особенности детей с задержкой психического развития (дифференциально-психологическая диагностика — старший дошкольный возраст)»; Коробейников И. А. «Особенности социализации детей с лёгкими формами психического недоразвития»; Матасов Ю. Т. «Развитие мышления умственно отсталых школьников»; Уфимцева Л. П. «Психологические и психофизиологические средства оздоровления личности в раннем онтогенезе в процессе учебной деятельности»; Медникова Л. С. «Развитие пространственно-временной организации дошкольников с интеллектуальной недостаточностью».

## Специалисты
Специалисты по олигофренопсихологии — практические психологи, получившие специальную подготовку по специальной психологии, работают в психолого-медико-педагогических консультациях/комиссиях, педагогами-психологами вспомогательных школ и специальных учреждений для умственно отсталых.
См. также: Классификация олигофрений Олигофренопедагогика Специальная психология